# Detection Club
Il Detection Club è un club inglese di famosi scrittori di romanzi polizieschi come, ad esempio, Agatha Christie, Dorothy L. Sayers, Henry Wade, Anthony Berkeley, Gladys Mitchell  e John Dickson Carr.

## Storia del club
I soci fondatori del club nel 1930 furono H. C. Bailey, E. C. Bentley, Anthony Berkeley, G. K. Chesterton, Agatha Christie, G. D. H. Cole, Margaret Cole, J. J. Connington Freeman, Wills Crofts, Clemence Dane, Robert Eustace, R. Austin Freeman, Lord Gorell, Edgar Jepson, Ianthe Jerrold, Milward Kennedy, Ronald Knox, A. E. W. Mason, A. A. Milne, Arthur Morrison, la baronessa Orczy, John Rhode, Jessie Rickard, Dorothy L. Sayers, Helen Simpson, Constance Lindsay Taylor, Henry Wade, Victor Whitechurch e Hugh Walpole.
Nei due decenni successivi vennero eletti altri membri del club: Anthony Gilbert (1933), E. R. Punshon (1933), Gladys Mitchell (1933), Margery Allingham (1934), Norman Kendal (1935), R.C. Woodthorpe (1935), John Dickson Carr (1936), Cecil Day-Lewis (1937), Muna Lee (1937), Maurice Guinness (1937), E.C.R. Lorac (1937), Christopher Bush (1937), Cyril Hare (1946), Christianna Brand (1946), Richard Hull (1946), Alice Campbell (1946), Val Gielgud (1947), Edmund Crispin (1947), Dorothy Bowers (1948), Douglas G. Browne (1949), Michael Innes (1949), Michael Gilbert (1949) e Mary Fitt (1950).
Inizialmente l'adesione era limitata a coloro che si riteneva autori di romanzi polizieschi puri, piuttosto che di thriller. La situazione iniziò a cambiare quando Eric Ambler, noto per i suoi thriller e romanzi di spionaggio, fu eletto nel 1952. Diversi noti scrittori di gialli, tra cui Philip MacDonald e Josephine Tey, non furono mai invitati a unirsi al club, mentre Georgette Heyer, che scrisse racconti polizieschi oltre ai suoi più noti romanzi Regency, rifiutò l'invito. La giornalista del Daily Express Nancy Spain fu presa in considerazione per l'adesione, ma la sua candidatura fu respinta. Il futuro presidente Julian Symons fu inizialmente respinto, prima di essere ammesso nel 1951. Ngaio Marsh, una figura di spicco nella letteratura poliziesca, si unì solo più tardi.
Tra i successivi membri del Club figurano Andrew Garve, H. R. F. Keating e John Bingham. Martin Edwards ha tracciato la storia iniziale del Club nel suo libro del 2015 The Golden Age of Murder.
Fin dalla sua fondazione, i membri del club devono pronunciare il seguente patto:

## Presidenti
- G. K. Chesterton (1930 – 1936)
- E. C. Bentley (1936 – 1949)
- Dorothy L. Sayers (1949 – 1957)
- Agatha Christie (1957 – 1976)
  - Lord Gorell condivise la presidenza con Agatha Christie, la quale accettò di assumere l'incarico solo se fosse stato nominato un co-presidente per dirigere i lavori del club.[6]
- Julian Symons (1976 – 1985)[7]
- H. R. F. Keating (1985 – 2000)
- Simon Brett (2000 – 2015)
- Martin Edwards (2015 – in carica)[8]

## Opere
| N. | Anno originale (anno italiano) | Titolo originale (titolo italiano, collana)                                               | Scrittori |
| -- | ------------------------------ | ----------------------------------------------------------------------------------------- | --- |
| 1  | 1930 (1997)                    | Behind The Screen (Il paravento, incluso in Le sei mani, Il Giallo Mondadori numero 2521) | Edmund C. Bentley Anthony Berkeley Agatha Christie Fr. Ronald Knox Dorothy L. Sayers Hugh Walpole |
| 2  | 1931 (1997)                    | The Scoop (Lo scoop, incluso in Le sei mani, Il Giallo Mondadori numero 2521)             | Edmund C. Bentley Anthony Berkeley Agatha Christie Freeman Wills Crofts Clemence Dane Dorothy L. Sayers |
| 3  | 1931 (1983)                    | The Floating Admiral (L'ammiraglio alla deriva, Il Giallo Mondadori numero 1781)          | Anthony Berkeley Gilbert Keith Chesterton Agatha Christie G. D. H. & M. Cole Freeman Wills Crofts Clemence Dane Edgar Jepson Milward Kennedy Fr. Ronald Knox John Rhode Dorothy L. Sayers Henry Wade Victor Whitechurch |
| 4  | 1933 (2009)                    | Ask A Policeman (Chi è il colpevole?, I Bassotti, Polillo Editore)                        | Anthony Berkeley Milward Kennedy Gladys Mitchell John Rhode Dorothy L. Sayers Helen Simpson |
| 5  | 1936 (1947)                    | Six Against The Yard (Sei delitti immaginari, Il Giallo Mondadori numero 33)              | Margery Allingham Anthony Berkeley Freeman Wills Crofts Fr. Ronald Knox Dorothy L. Sayers Russell Thorndike |
| 6  | 1939 (1986)                    | Double Death (Veleno: romanzo mosaico, Altri Misteri, Mondadori)                          | Anthony Armstrong Freeman Wills Crofts David Hume F. Tennyson Jesse Dorothy L. Sayers Valentine Williams |
| 7  | 1953                           | No Flowers by Request                                                                     | Christianna Brand Anthony Gilbert E. C. R. Lorac Gladys Mitchell Dorothy L. Sayers |
| 8  | 1954                           | Crime on the Coast                                                                        | John Dickson Carr Michael Cronin Elizabeth Ferrars Joan Fleming Laurence Meynell Valerie White |
| 9  | 1979                           | Verdict of Thirteen                                                                       | Christianna Brand Gwendoline Butler Peter Dickinson Dick Francis Celia Fremlin Michael Gilbert Patricia Highsmith Michael Innes P. D. James H. R. F. Keating Ngaio Marsh Julian Symons Michael Underwood |
| 10 | 1992                           | The Man Who...                                                                            | Catherine Aird Eric Ambler Simon Brett Len Deighton Antonia Fraser Michael Gilbert Reginald Hill P. D. James H. R. F. Keating Peter Lovesey Ruth Rendell George Sims Michael Underwood |
| 11 | 2000                           | The putt at the end of the world                                                          | Dave Barry Richard Bausch James W. Hall Lee K. Abbott Tami Hoag Tim O'Brien Ridley Pearson Les Standiford James Crumley |
| 12 | 2006                           | The Verdict of Us All                                                                     | Len Deighton Reginald Hill Colin Dexter P. D. James Simon Brett Liza Cody |
| 13 | 2016                           | The Sinking Admiral                                                                       | Simon Brett Kate Charles Natasha Cooper Stella Duffy Martin Edwards Ruth Dudley Edwards Tim Heald Michael Jecks Janet Laurence Peter Lovesey Michael Ridpath David Roberts L. C. Tyler Laura Wilson |
| 14 | 2016                           | Motives for Murder                                                                        | Ann Cleeves Simon Brett Andrew Taylor Len Deighton Peter Lovesey Michael Jecks Michael Ridpath Kate Ellis Ruth Dudley Edwards Alison Joseph L. C. Tyler Catherine Aird David Roberts David Stuart Davies Janet Laurence Liza Cody Martin Edwards Kate Charles John Malcolm Marjorie Eccles Michael Z. Lewin Susan Moody |
| 15 | 2020                           | Howdunit: A Masterclass in Crime Writing by Members of the Detection Club                 | Joan Aiken Catherine Aird Margery Allingham Eric Ambler Henry Aubrey-Fletcher H. C. Bailey Robert Barnard Ronald Barnes Josephine Bell E. C. Bentley Kenneth Benton John Bingham Dorothy Bowers Christianna Brand Simon Brett Gwendoline Butler John Dickson Carr Kate Charles G. K. Chesterton Agatha Christie Ann Cleeves Janet Cohen G. D. H. Cole Margaret Cole Anthony Berkeley Cox Edmund Crispin Freeman Wills Crofts Clemence Dane Cecil Day-Lewis Len Deighton Bertram Bowyer Colin Dexter Peter Dickinson Dorothy Eden Martin Edwards Elizabeth Ferrars Christopher Fowler Dick Francis Antonia Fraser Kathleen Freeman R. Austin Freeman Celia Fremlin Val Gielgud Anthony Gilbert Michael Gilbert Robert Goddard Ann Granger Sophie Hannah Cyril Hare Patricia Highsmith Reginald Hill Geoffrey Household P. D. James Michael Jecks Ianthe Jerrold H. R. F. Keating Norman Kendal Ronald Knox Janet Laurence Anthony Lejeune E. C. R. Lorac Peter Lovesey Gavin Lyall Ngaio Marsh Val McDermid A. A. Milne Denise Mina Gladys Mitchell Arthur Morrison Patricia Moyes Emmuska Orczy Anthony Price E. R. Punshon Ian Rankin Ruth Rendell Jessie Louisa Rickard Peter Robinson Dorothy L. Sayers Helen Simpson Alfred Walter Stewart J. I. M. Stewart Cecil Street Showell Styles Julian Symons Andrew Taylor Lynne Truss L. C. Tyler William Edward Vickers Hugh Walpole Colin Watson Victor Whitechurch David Williams Laura Wilson Paul Winterton |
| 16 | 2025                           | Playing Dead                                                                              | Abir Mukherjee Aline Templeton Alison Joseph Andrew Taylor Ann Cleeves Catherine Aird Christopher Fowler David Stuart Davies Elly Griffiths Frances Brody John Harvey Kate Ellis L. C. Tyler Liza Cody Lynne Truss Martin Edwards Michael Jecks Michael Ridpath Michael Z. Lewin Peter Lovesey Ruth Dudley Edwards Simon Brett |